# رافائيل ميراندا
رافائيل ميراندا (بالإنجليزية: Raphael Miranda)‏ هو صحفي أمريكي، ولد في 26 أبريل 1977 في Bedford Hills, New York ‏ في الولايات المتحدة.

## وصلات خارجية
- رافائيل ميراندا على موقع IMDb (الإنجليزية)